# San Atenógenes
San Atenógenes es una localidad del estado mexicano de Durango. Es parte del municipio de Poanas.

## Demografía
| Gráfica de evolución demográfica |
|                                  |

| Censo | Población |
| ----- | --------- |
| 1900  | 705       |
| 1910  | 783       |
| 1921  | 731       |
| 1930  | 966       |
| 1940  | 1 224     |
| 1950  | 1 492     |
| 1960  | 1 565     |
| 1970  | 2 025     |
| 1980  | 1 937     |
| 1990  | 2 097     |
| 2000  | 1 875     |
| 2010  | 1 844     |
| 2020  | 2 025     |